# 波佩利夫
48°52′56″N 25°2′20″E / 48.88222°N 25.03889°E
波佩利夫（烏克蘭語：Попелів），是烏克蘭西部的村莊，隸屬伊萬諾-弗蘭科夫斯克州的伊萬諾-弗蘭科夫斯克區。該村面積3.63平方公里，2001年人口264，人口密度每平方公里72.1人。